# Sphagnum subnitens

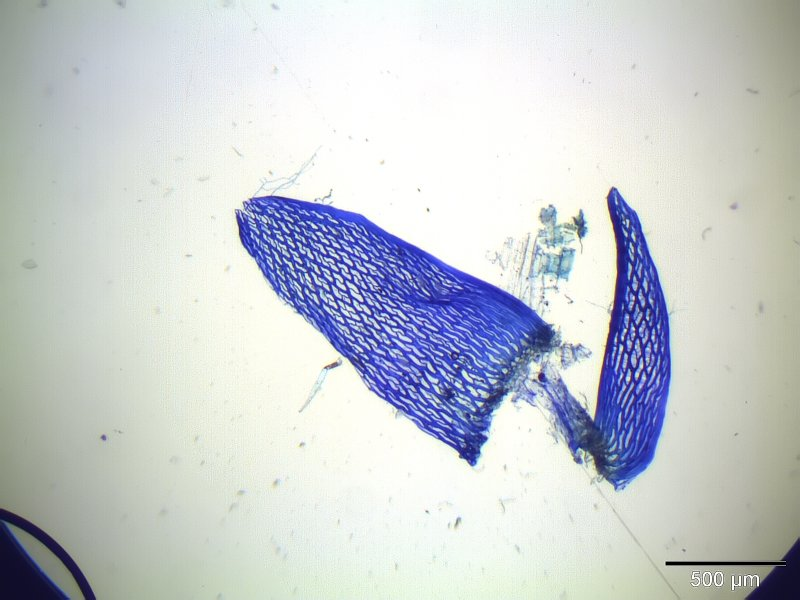
Filídio caulinar de Sphagnum subnitens (as células coloridas com corante azul).

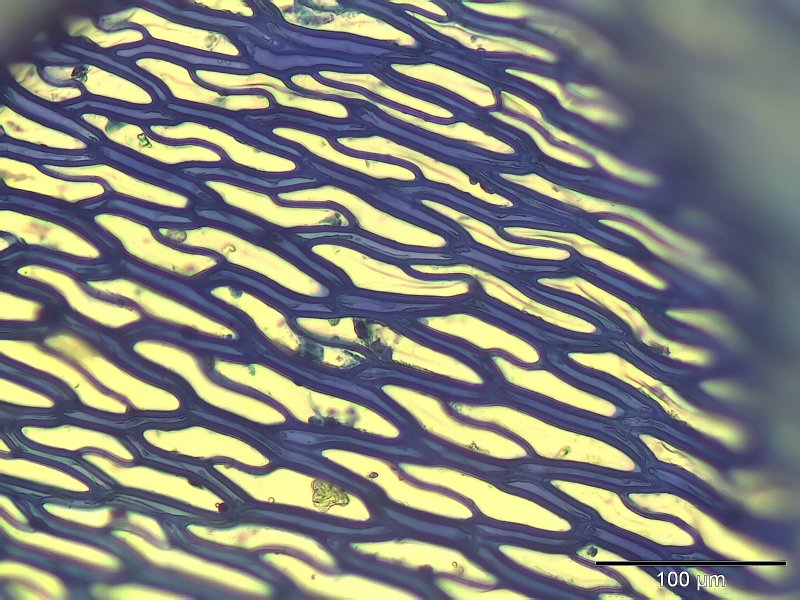
Células de um filídio de Sphagnum subnitens (com corante).

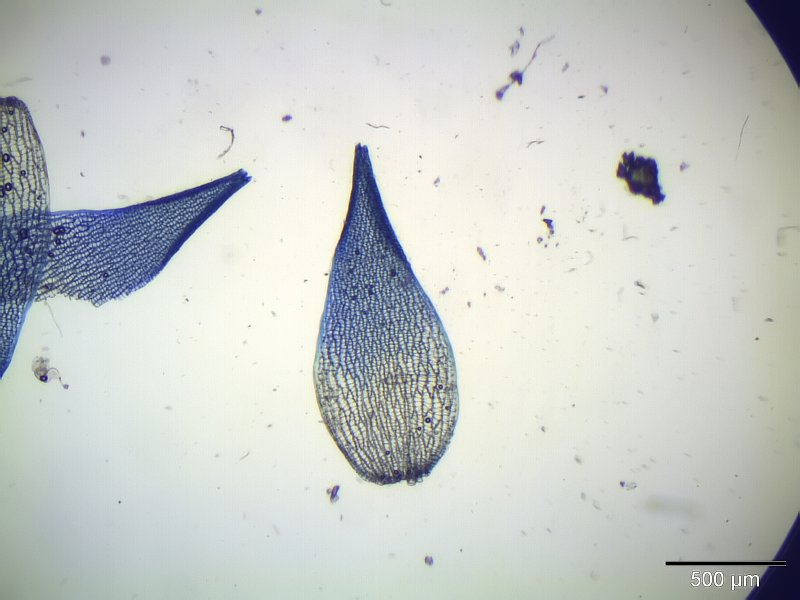
Células de um caulídio de Sphagnum subnitens (com corante).

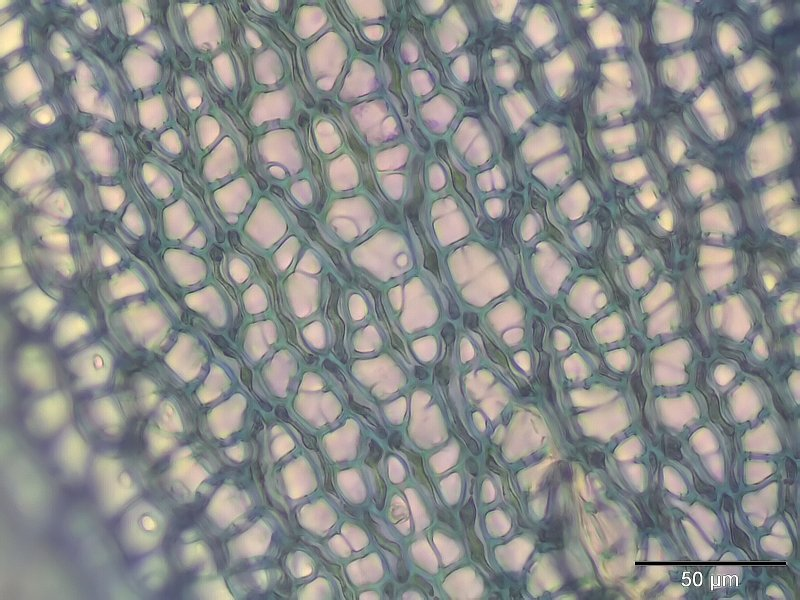
Células caulinares de Sphagnum subnitens

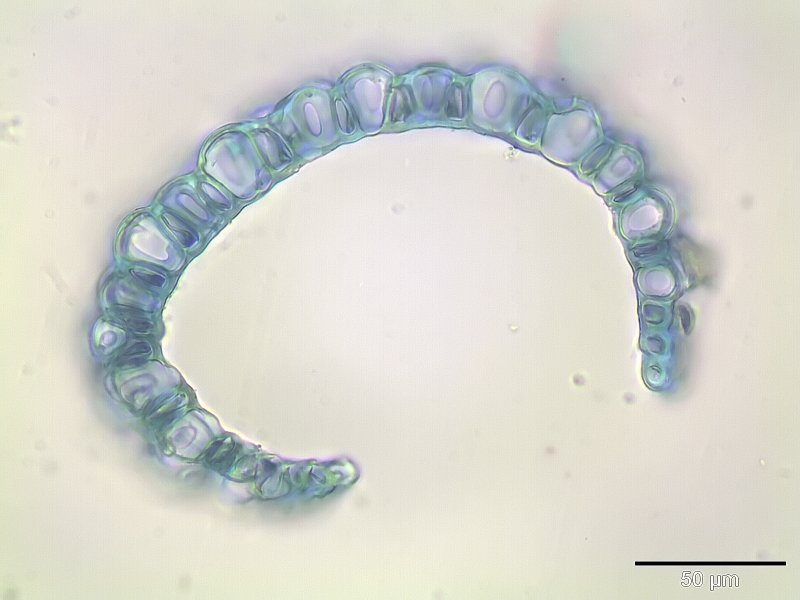
Corte transversal através de um caulídio de Sphagnum subnitens

Sphagnum subnitens é uma espécie de musgo pleurocárpico da família Sphagnaceae, com distribuição cosmopolita pelas zonas frias e temperadas de todos os continentes (exceto Antártida). Turfeiras com este esfagno como espécie dominante cobrem mais de 4 mil km2 no noroeste da América do Norte.

## Descrição
Sphagnum subnitens  é um musgo de turfeira relativamente forte e longo, cujo comprimento aumenta ligeiramente em áreas sombreadas. com cl-oloração de tons esverdeados, amarelados, acastanhados a avermelhados ou arroxeados. Forma estruturas em almofada, soltas, e quando seco apresenta um brilho claramente metálico. Os caulídios apresentam três a quatro camadas de células e são castanhos ou arroxeados. A epiderme é lisa, constituida por células fibriladas.

### Morfologia
Os filídios caulinares são de forma triangular a triangular-ligulado, de 1,2 a 1,7 milímetros de comprimento, com uma ponta pontiaguda (pontas às vezes várias pontiaguda), com os bordos do filídio enroladas para cima. O bordao do filídio é estreito, mais desenvolvida na base, com menos de um quarto da largura da lâmina do filídio. Os hialocistos foliares são hexagonal-romboidal, não dividido ou raramente divididos em duas partes, geralmente fibrilados e sem poros.
Os tufos de ramificações que se prendem ao caulídio principal são semelhantes a fascículos ou verticilos, com dois ramos salientes e um ou dois pendentes, com filídios inseridos em forma de parafuso, formando uma filotaxia fasciculado-espiralada. Os filídios caulinares são ovado a ovado-lanceolados, com 1,3 a 2,7 milímetros de comprimento, côncavos quando em seção transversal. Os filídios das ramificações são rectos. Em ambos os casos, todas as margens dos filídios são enrolados em direção à ponta da folha.
Os hialocistos da superfície superior convexa do filíio apresentam de dois a seis poros elípticos a redondos, estreitos, localizados ao longo das paredes celulares dos clorocistos. Na superfíe interna, côncava, apenas os hialocistos perto da base da folha apresentam um a quatro poros grandes e redondos por célula. Os clorocistos das folhas das ramificações são triangulares a trapezoidais em seção transversal e são claramente visíveis em ambas as superfícies.
Sphagnum subnitens pode ser confundido com o menos robusto Sphagnum capillifolium. Em contraste com as pontas quase em forma de gorro e a falta de brilho metálico de Sphagnum capillifolium quando seco, as pontas pontiagudas do caule são claras características distintivas. Também existe o risco de confusão com as formas violáceas de Sphagnum subfulvum, mas no entanto, a tonalidade desta espécie tende mais claramente para o roxo do que para o vermelho. Aqui, também, a ponta pontiaguda da haste de Sphagnum subnitens é uma característica distintiva.

### Características sexuais
Sphagnum subnitens é uma planta monoica, com múltiplos esporófitos que produzem esporângios (cápsulas) que amadurecem no início do verão. Os esporos de Sphagnum subnitens medem de 22 a 32 micrómetros.
Os esporos são formados na superfície proximal da cápsula do esporângio formando papilas escuras, finas a irregularmente engrossadas, sobre a superfície distal da cápsula. A lesura situada em direção à base mede menos da metade do raio dos esporos.

## Ocorrência e distribuição
Sphagnum subnitens é comum nas regiões de clima polar, temperado e subtropical, assumindo nestas regiões um carácter cosmopolita. Ocorre no continente norte-americano desde o Alasca à Califórnia e está presente no continente euro-asiático desde a Europa (por exemplo, Alemanha,, Áustria , bem como áreas do sul ao norte da África e no grupo das ilhas da Macaronésia. Também ocorre no Hemisfério Sul, em áreas como a Nova Zelândia e o Chile.
Forma almofadas soltas em habitats, muitas vezes perto do oceano, em pântanos fraca a moderadamente minerotróficos, de ácidos a alcalinos, com valores de pH de 3,4 a 7,5, em juncais e turfeiras florestadas de amieiros de baixo a moderado nível de altitude.

## Sistemática
A espécie Sphagnum subnitens foi descrita em 1888 em publicação inserida em Verhandlungen des Botanischen Vereins der Provinz Brandenburg und die angrenzenden Länder. Berlin, Band 30, Seite 115, in Tafel 3, Abb. 9, Tafel 4, Abb. 22-23. Está presentemente integrada na secção Sphagnum sect. Acutifolia do gênero Sphagnum da família monogenérica Sphagnaceae. Como sinónimos taxonómicos tem, entre outros, Sphagnum plumulosum.

## Conservação
Sphagnum subnitens esta listado como espécie em perigo na Lista Vermelha de Espécies Ameaçadas da Alemanha e alguns de seus estados federados. Também a Suíca lista a espécie como ameaçada. Por razões de proteção, a União Europeia, os seus estados membros e também a Suíça estabeleceram regulamentações sobre o esfagnos a nível de género.